# Turó del Ciuró
El Turó del Ciuró és una muntanya de 524 metres que es troba al municipi de Gallifa, a la comarca del Vallès Occidental.